# Aeropuerto de Cobán
El Aeropuerto de Cobán (IATA: CBV, OACI: MGCB) es un pequeño aeropuerto en la ciudad de Cobán en el centro de Guatemala. Es operado y administrado por la DGAC (Dirección General de Aeronáutica Civil de Guatemala).
Tiene una pista de asfalto de 1018 metros de longitud en la dirección 02/20.

## Destinos nacionales
ARM Aviación - Ciudad de Guatemala (chárter)
 TAG Airlines - Ciudad de Guatemala (chárter)
 Cobán Air - Ciudad de Guatemala (chárter)
 Cobán Air - Salamá (chárter)